# Monolith of Death Tour '96–'97
Monolith of Death Tour '96–'97 es un DVD por la banda Norteamérica de Brutal death metal, Cannibal Corpse. Fue originalmente lanzado en 1997 en el formato VHS, pero fue reenlazado 5 años después en DVD en 2002. Cuenta con imágenes de varios conciertos durante el Monolith of Death Tour.

## Canciones
| N.º | Título                                                                                         | Duración |  |
| 1.  | «Perverse Suffering» (Grabado el 10 de octubre de 1996 en Krakow, Polonia)                     |          |  |
| 2.  | «Monolith» (Grabado el 10 de octubre de 1996 en Krakow, Polonia)                               |          |  |
| 3.  | «Pulverized» (Grabado el 10 de octubre de 1996 en Krakow, Polonia)                             |          |  |
| 4.  | «Fucked With a Knife» (Grabado el 10 de octubre de 1996 en Krakow, Polonia)                    |          |  |
| 5.  | «Bloodlands» (Grabado el 3 de febrero de 1997 en Berkeley, California)                         |          |  |
| 6.  | «Gutted» (Grabado el 4 de junio de 1996 en Montreal, Canadá)                                   |          |  |
| 7.  | «A Skull Full of Maggots» (Grabado el 4 de junio de 1996 en Montreal, Canadá)                  |          |  |
| 8.  | «Mummified In Barbed Wire» (Grabado el 2 de febrero de 1997 en Hollywood, California)          |          |  |
| 9.  | «Orgasm Through Torture» (Grabado el 2 de febrero de 1997 en Hollywood, California)            |          |  |
| 10. | «Devoured By Vermin» (Grabado el 2 de febrero de 1997 en Hollywood, California)                |          |  |
| 11. | «Stripped, Raped and Strangled» (Grabado el 18 de agosto de 1996 en San Francisco, California) |          |  |
| 12. | «Hammer Smashed Face» (Grabado el 18 de agosto de 1996 en San Francisco, California)           |          |  |

## Características especiales
- Bono de cantidad de la entrevista
- Discografía
- Galería de fotos
- Video descensurado para "Devoured By Vermin"